# Верхни Тагил
Верхни Тагил (на руски: Верхний Тагил) е град в Свердловска област, Русия. Населението на града към 1 януари 2018 година е 10 962 души.

## История
Селището е основано през 1716 година, през 1966 година получава статут на град.